# AIAF
AIAF Mercado de Renta Fija S.A. es un mercado de deuda español donde se negocian y cotizan activos financieros de renta fija, emitidos por entidades como empresas industriales, entidades financieras, el Estado y las Administraciones Públicas Territoriales. 
Su origen está en unas reuniones celebradas a instancia del Banco de España en 1986, en las que se creó la Asociación de Intermediarios de Activos Financieros (AIAF). 
El mercado de pagarés de empresa estaba teniendo un crecimiento desordenado, y la solvencia de algunas emisiones era dudosa. Mediante esta Asociación, el Banco de España perseguía que se autorregulase el mercado a través de sus principales participantes. Mejoró la difusión de información y la transparencia, se creó una sociedad de compensación y liquidación (Espaclear) y poco después se constituyó AIAF como mercado organizado no oficial. Al tener comisiones más bajas que la Bolsa, pronto creció su popularidad entre las principales entidades financieras y aumentó su volumen de contratación.
En 2001, se integró junto a MEFF y SENAF en MEFF AIAF SENAF Holding de Mercados Financieros, S.A. para beneficiarse de sinergias entre los distintos mercados y optimizar medios. Dicho grupo está a su vez integrado en Bolsas y Mercados Españoles.